# Skötbord

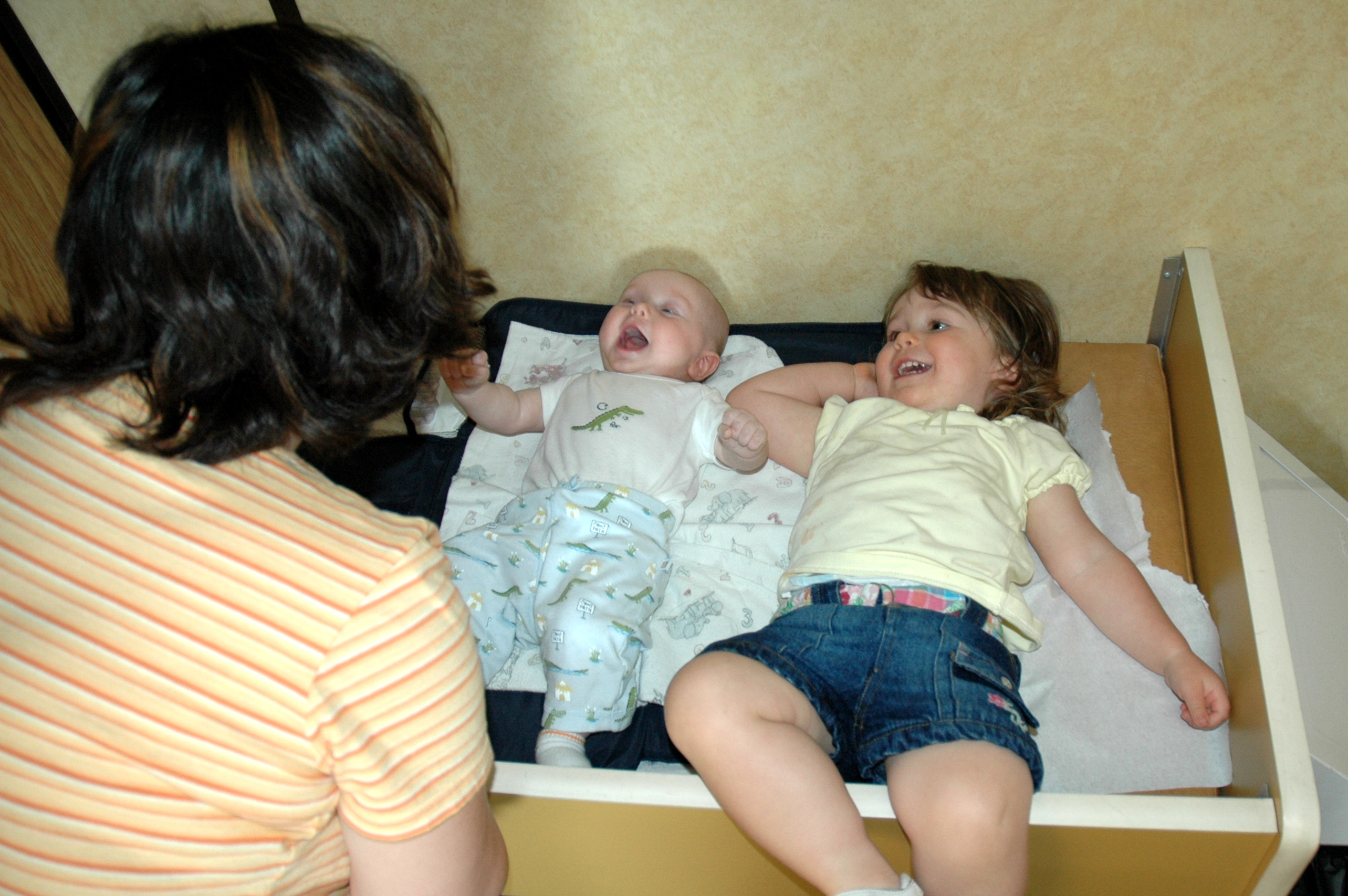
Ett skötbord

Skötbord är en bordsliknande yta som används vid skötsel av barn. För spädbarn  används det både för att byta blöja och för att torka och klä på barnet efter bad. För större barn används skötbordet främst vid blöjbyten och vid påsättning av nattblöjan.
Skötbord finns i flera olika modeller. Några exempel: badkarsskötbord som placeras ovanpå badkaret, golvskötbord som är fristående på golv, väggskötbord som är fastskruvat i väggen och sängskötbord som ställs ovanpå barnsängen. Det finns även hopfällbara "skötbord", skötytor, av enklare resemodell.
På förskolor används ofta skötbord vid blöjbyten. Anledningen är att det skonar personalens ryggar, eftersom skötbordet kan justeras i höjdled och eftersom det brukar finnas en stege som gör att barnet själv kan klättra upp på skötbordet. För större funktionshindrade barn som använder blöja kan det vara svårt att hitta ett passande skötbord på marknaden.